# Gulliver (gratte-ciel)
Pour les articles homonymes, voir Gulliver.
Gulliver (Гулливер) appelé aussi Esplanada est un gratte-ciel de 148 mètres de hauteur construit à Kiev en Ukraine de 2007 à 2013. L'immeuble abrite aussi de façon secondaire un parking et un centre commercial.
La surface de plancher de l'immeuble est de 165 280 m2, ce qui est considérable pour un gratte-ciel.
L'immeuble est desservi par huit ascenseurs.
En 2023 c'est le deuxième plus haut gratte-ciel de Kiev et de l'Ukraine.
Le bâtiment a été conçu par l'agence Architectural Studio of Sergey Babushkin (qui a également conçu Klovski Descent 7A et Parus).